# Andreas Granskov
Andreas Granskov-Hansen, altresì noto come Andreas Granskov (Gladsaxe, 5 marzo 1989), è un ex calciatore danese, di ruolo attaccante.
Vanta 4 presenze in Europa League.

## Caratteristiche tecniche
Attaccante, può giocare anche come seconda punta.

## Carriera

### Club
Dopo aver trascorso le giovanili nell'AB e nel Werder Brema, dove gioca diverse partite nelle squadre riserve, nel 2009 viene acquistato dal Nordsjælland che lo cede in prestito all'AB fino alla fine dell'anno: gioca 9 partite e segna un gol prima di ritornare al Nordsjælland. Qui vince due coppa nazionali nelle stagioni 2009-10 e 2010-11 e un campionato nella stagione 2011-12. Dopo aver segnato 10 marcature in 39 incontri di Superligaen entrando anche nella top 10 dei migliori marcatori della squadra passa al Royal Mouscron-Péruwelz, società belga di seconda divisione.

## Palmarès

### Club

#### Competizioni nazionali
- Coppa di Danimarca: 2

Nordsjælland: 2009-2010, 2010-2011
- Campionato danese: 1

Nordsjælland: 2011-2012